# Seigneurie de la Côte-de-Beaupré
La Seigneurie de la Côte-de-Beaupré, aussi surnommée Terres du Séminaire, est un vaste domaine privé situé dans la région de la Capitale-Nationale, au Québec. Le territoire forme une large bande parallèle au fleuve Saint-Laurent à l'intérieur du massif des Laurentides, entre Stoneham, au nord de la ville de Québec, et la rivière du Gouffre à Saint-Urbain. Formée en 1636, cette ancienne seigneurie de la Nouvelle-France appartient au Séminaire de Québec depuis 1680.

## Géographie

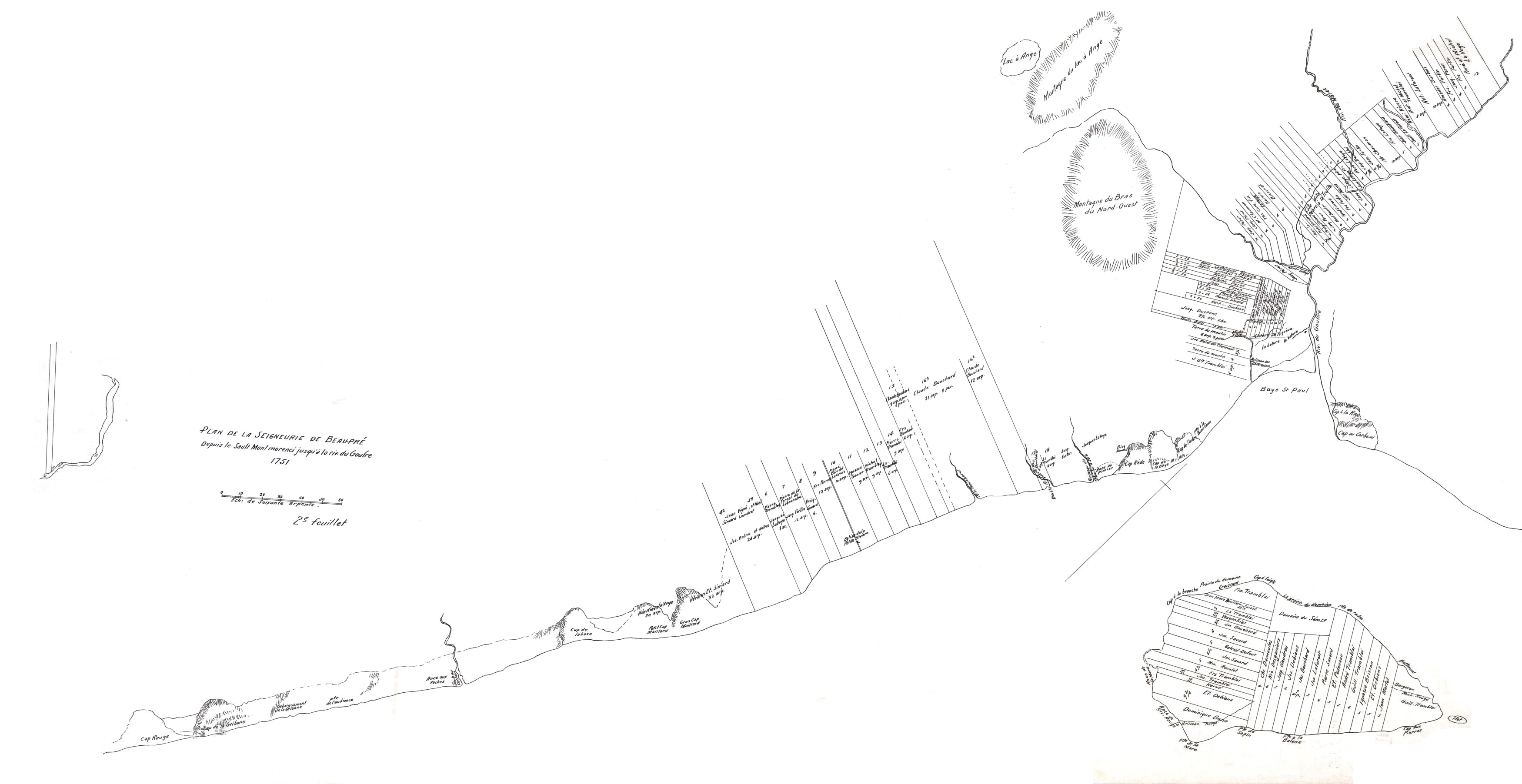
Plan de 1750 de la partie est de la Seigneurie de Beaupré (secteur Baie-Saint-Paul)

La superficie de la Seigneurie de Beaupré est 1 592 km2, ce qui est supérieur à celle de 55 États du monde. 
Elle fait partie de dix municipalités locales et de trois municipalités régionales de comté (MRC) : La Jacques-Cartier, La Côte-de-Beaupré ainsi que Charlevoix-Est. S'étalant sur approximativement 85 km de longueur par 20 km de largeur, son sommet est le mont Raoul-Blanchard, lequel s'élève à 1 181 mètres et est situé au nord des localités de Saint-Tite-des-Caps et de Petite-Rivière-Saint-François
Dans sa partie la plus à l'ouest, elle est située tout juste au sud de la Forêt Montmorency (propriété de l'Université Laval) puis de la Réserve faunique des Laurentides.

## Histoire
La seigneurie de Beaupré est créée le 15 janvier 1636 par la Compagnie de la Nouvelle-France à Paris. De 1662 à 1668, François de Montmorency-Laval, alors vicaire apostolique de la Nouvelle-France, entreprend d'acheter les parts des associés propriétaires de la seigneurie. 
À l'origine, la seigneurie comprenait l'Île d'Orléans, mais Mgr de Laval échange celle-ci en 1675 contre l'Île Jésus (maintenant Laval). Le 8 avril 1680, ce dernier fait don de la seigneurie au Séminaire de Québec.
Dans le système établi par Mgr de Laval, les paroisses de la Côte-de-Beaupré avaient une dîme à payer au Séminaire. Le deuxième évêque de Québec, Mgr de Saint-Vallier, modifie toutefois le lien entre le Séminaire et les curés des paroisses, les libérant de leur obligation. Peu à peu, le Séminaire se départ des fermes et des villages de la Côte-de-Beaupré, conservant les terres et forêts au nord.

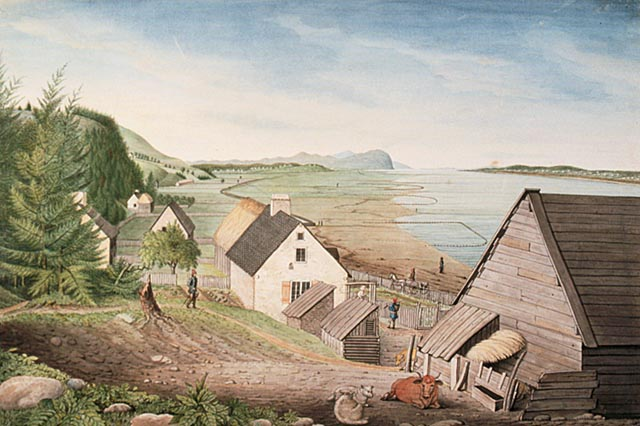
Vue de Château-Richer, du Cap-Tourmente et de la pointe de l'Île d'Orléans (1787)

Pendant presque trois siècles, le Séminaire utilise les terres de la seigneurie comme source d'approvisionnement alimentaire et énergétique. On y pratique l'agriculture et on y produit de la farine et des produits laitiers. À l'origine, on y récoltait principalement du bois de chauffage, notamment pour chauffer tous les pavillons du Séminaire. 
Ce n'est qu'au début du XXe siècle, avec le développement de l'industrie papetière, que l'exploitation forestière prend une tournure plus commerciale. En 1905, le Séminaire signe un contrat d'approvisionnement d'une durée de 50 ans avec la Sainte-Anne Power Company pour du bois de sciage. Cette dernière érige en 1914 un barrage sur Rivière Sainte-Anne ainsi qu'un moulin écorceur. Cette compagnie a éventuellement été intégrée au sein de l'Abitibi-Price. 
Le Séminaire conserve une grande partie de ces fermes jusque dans les années 1970. À titre d'exemple, l'actuelle Réserve nationale de faune du cap Tourmente est vendue en 1969 au Service canadien de la faune. Le Séminaire conserve cependant un vaste territoire forestier au nord de la Côte-de-Beaupré et de la MRC de Charlevoix.
Encore aujourd'hui la Seigneurie de Beaupré est une source de revenus pour le Séminaire de Québec. Ces bénéfices sont surtout générés par l'exploitation forestière et éolienne. Le consortium Boralex/Gaz Métro y exploite depuis 2005 deux parcs éoliens d'une puissance totale de 272 MW. La Seigneurie fait également office de pourvoirie en accordant des droits d'accès à son territoire pour environ 200 clubs de chasse et pêche ainsi que certains organismes et entreprises de villégiature.